# Gugger-hegyi-barlang
A Gugger-hegyi-barlang a Látó-hegy D-i oldalában, Budapest II. kerületében, a Duna–Ipoly Nemzeti Park területén található lezárt és védett barlang.

## Leírás
A Verecke úton, a Verecke út 103. számú ház utca felőli része előtt, a terméskőből rakott kőfal tövében van a barlang mesterségesen kialakított, függőleges tengelyirányú és vaslemezajtóval lezárt bejárata. A magánterületen nyíló barlang a nemzeti park igazgatóság engedélyével látogatható. Naponta maximum egy csoport látogathatja és egy csoport legfeljebb 4 főből állhat.
1994-ben volt először Gugger-hegyi-barlangnak nevezve a barlang az irodalmában. Előfordul irodalmában Verecke-barlang (Kraus 1994) néven is.

## Kutatástörténet
1995-ben Kraus Sándor rajzolta meg a barlang alaprajz térképét és hosszmetszet térképét, amelyek 1:100 méretarányban mutatják be a barlangot. A térképlapon jelölve van az É-i irány. Az 1995. évi Földtani Közlönyben napvilágot látott tanulmányban az olvasható, hogy a Rózsadombon Leél-Őssy Szabolcs és Adamkó Péter terepbejárással és értesítések alapján figyeltek fel az elmúlt másfél évtizedben kb. két tucat korábban ismeretlen helyszínre, pl. a Gugger-hegyi-barlangra (Verecke-barlang). Ezek közül 9 esetben barlangot is sikerült találniuk, pl. a Gugger-hegyi-barlangot. A feláramló melegvíz útját gömbfülkék zárják le a repedések tetején. Sok esetben található ilyen, általában 0,5–3 m átmérőjű gömbfülke barlangi folyosók mennyezetén, pl. a Gugger-hegyi-barlangban. Ezek a gömbfülkék sokszor magányosak, pl. a Verecke-barlang esetében.
1993 tavaszán figyeltek fel Leél-Őssy Szabolcsék családi ház alapozásakor egy eltömődött gömbfülkére. Három helyen bontottak a Verecke út 103. számú telken épülő ház alatt lévő budai márgában. Nem tudtak továbbjutni az egyik kicsi gömbfülkéből. A leendő épület É-i sarkánál 7 gömbfülkéből álló, nagyméretű forráscsőbe sikerült bejutniuk, amely kb. 1,5×3 m-es és 3–4 m mély üreg volt. Ebből elágazások vezettek tovább. A harmadik bontáspontból könnyen lejutottak egy 4 m mélyen fekvő, 8 m hosszú hasadékba, amely majdnem 1 m széles és 2–3 m magas folyosó volt. Ennek mennyezetén néhány gömbfülkét figyeltek meg, amelyek egyike alatt kedvező bontási pont indul lefelé. A hasadék a telekről kifelé vezetett.
A Környezetvédelmi és Területfejlesztési Minisztérium Barlangtani Osztályával történt megállapodás alapján ez a folyosó tovább lett bontva és közterületről a barlangba új bejárat lett nyitva. Egyúttal a másik két bontási pont és a ház alatt lévő további három barlangindikáció végleges eltöméséhez az osztály hozzájárult. A Francia-bánya 7 barlangja (a Látó-hegyi-barlang és a Korallos-barlang kivételével), a Turista út 45. barlangja, a Verecke-lépcsői-barlang, a Gugger-hegyi-barlang és a Buda-barlang egyazon kiterjedt barlangrendszer oldalágai. Akármelyikből sikerülhet a bejutás a feltételezett barlangrendszerbe, amely lehet, hogy összefügg a Pál-völgyi-barlanggal. A tanulmányhoz mellékelve lett a Rózsadomb és környéke barlangjainak helyszínrajza, amelyen jelölve van a Gugger-hegyi-barlang helye.
Az 1995–1996. évi Karszt és Barlangban meg van említve, hogy 1993-ban került elő a Verecke út 103. sz. ház alapozásakor a Verecke-barlang. Az eltömődött hasadékra eleinte csak agyagtelér utalt, majd egy nagyrészt kitöltött járat került elő, amelyben szép oldásformák voltak. Ez utóbbinak nem volt folytatása sem lefelé, sem oldalra, ezért tömedékelve lett. Hasonlóan zárult egy másik kis fülke kutatása. A Rózsadombi Kinizsi SE tagjai másokkal együtt tárták fel az agyagtelér megbontásával a tulajdonképpeni Verecke-barlangot. 4 m mélyen 8 m hosszú, tetején gömbfülkés hasadékot fedeztek fel, amely a telekről kifelé vezetett. 2–3 m magas a majdnem 1 m széles járat. Tovább bontva kijárat lett létrehozva a közterületről, ezért biztosított a feltáró munka lehetősége.
1998. május 14-től a környezetvédelmi és területfejlesztési miniszter 13/1998. (V. 6.) KTM rendelete szerint a Duna–Ipoly Nemzeti Park Igazgatóság illetékességi területén, a Budai-hegységben található Gugger-hegyi-barlang az igazgatóság engedélyével látogatható. 2005. szeptember 1-től a környezetvédelmi és vízügyi miniszter 22/2005. (VIII. 31.) KvVM rendelete szerint a Duna–Ipoly Nemzeti Park Igazgatóság működési területén, a Budai-hegységben található Gugger-hegyi-barlang a felügyelőség engedélyével látogatható.
Kraus Sándor 2009. évi beszámolójában szó van arról, hogy a Verecke lépcső 15.892/6 hrsz. telken feltárt barlang közelében, jobb földtani helyzetben helyezkedik el az utcán nyíló bejáratú Verecke-barlang könnyen művelhető méretű járata. Az új barlangtól kb. 50 m-re, de szintben kb. 20 m-rel lejjebb van a Verecke-barlang. Groma Klára 2011. évi kézirata szerint a Budapest II. kerületében lévő 15891/3 helyrajzi számú területen elhelyezkedő és 4762-26 kataszteri számú Gugger-hegyi-barlang 22 m hosszú, 12 m függőleges kiterjedésű és 12 m mély. A magánterületen nyíló és lezárt barlang a nemzeti park igazgatóság engedélyével látogatható.